# Upper Mitton
Upper Mitton var en civil parish från 1866 till 1928 då den blev en del av Stourport on Severn, i grevskapet Worcestershire, i England. Civil parish var belägen 17 km från Worcester och hade 1 299 invånare år 1921.